# Opfenbach
Opfenbach település Németországban, azon belül Bajorországban. Lakosainak száma 2433 fő (2023. december 31.). Opfenbach Hergensweiler, Hergatz és Scheidegg községekkel határos.

## Népesség
A település népessége az elmúlt években az alábbi módon változott:
| Lakosok száma | 1249 | 1879 | 1959 | 2331 | 2320 | 2294 | 2293 | 2290 | 2368 | 2433 |
|               | 1875 | 1970 | 1975 | 2011 | 2013 | 2014 | 2016 | 2019 | 2021 | 2023 |